# 刘旭 (1963年10月)
刘旭 (1963年10月—)，浙江大学光电学院教授。担任国际光学工程学会会士，中国光学学会和美国光学学会会士。入选中华人民共和国教育部2008年度"长江学者"特聘教授。曾获得中国国家科技进步二等奖。